# Delio Lucarelli
Delio Lucarelli (Fano, 24 novembre 1939 – Rieti, 29 gennaio 2024) è stato un vescovo cattolico italiano.

## Biografia
Nacque a Fano, sede vescovile in provincia di Pesaro e Urbino, il 24 novembre 1939.

### Formazione e ministero sacerdotale
Studiò presso il Pontificio seminario regionale marchigiano "Pio XI" di Fano.
Il 29 giugno 1965 fu ordinato presbitero dal vescovo Vincenzo Del Signore.
Dopo l'ordinazione svolse la sua opera pastorale come vicario parrocchiale a Lucrezia, dove rimase dal 1965 al 1967 e San Michele al Fiume, frazione di Mondavio, dal 1967 al 1970. In quell'anno fu nominato educatore e animatore presso il seminario regionale di Fano, dove ricoprì poi l'incarico di pro-rettore e successivamente di rettore, dal 1972 al 1988.
Il 13 giugno 1978 ricevette da papa Paolo VI il titolo onorifico di cappellano di Sua Santità.
Nel 1988 fu nominato segretario generale per l'Italia della Pontificia Opera di San Pietro Apostolo.

### Ministero episcopale
Il 30 novembre 1996 papa Giovanni Paolo II lo nominò vescovo di Rieti; succedette a Giuseppe Molinari, precedentemente nominato arcivescovo coadiutore dell'Aquila. Il 6 gennaio 1997 ricevette l'ordinazione episcopale, nella basilica di San Pietro in Vaticano, per imposizione delle mani dello stesso pontefice, co-consacranti gli arcivescovi Giovanni Battista Re e Myroslav Marusyn. Il 2 febbraio seguente prese possesso della diocesi.
Il 4 dicembre 2002 indisse il sinodo diocesano; conclusi i lavori, il 2 febbraio 2006 promulgò il libro sinodale.
Il 15 maggio 2015 papa Francesco accolse la sua rinuncia, presentata per raggiunti limiti di età, al governo pastorale della diocesi di Rieti; gli succedette Domenico Pompili, del clero di Anagni-Alatri, fino ad allora sottosegretario della Conferenza Episcopale Italiana. Rimase amministratore apostolico della diocesi fino all'ingresso del successore, avvenuto il 5 settembre seguente.
Da vescovo emerito continuò a risiedere a Rieti, dove morì, dopo una lunga malattia, il 29 gennaio 2024, all'età di 84 anni. Le esequie furono celebrate il 31 gennaio, nella basilica di Sant'Agostino a Rieti, dal vescovo Vito Piccinonna, e il 2 febbraio, nella cattedrale di Fano, dal vescovo Andrea Andreozzi.

## Genealogia episcopale
La genealogia episcopale è:
- Cardinale Scipione Rebiba
- Cardinale Giulio Antonio Santori
- Cardinale Girolamo Bernerio, O.P.
- Arcivescovo Galeazzo Sanvitale
- Cardinale Ludovico Ludovisi
- Cardinale Luigi Caetani
- Cardinale Ulderico Carpegna
- Cardinale Paluzzo Paluzzi Altieri degli Albertoni
- Papa Benedetto XIII
- Papa Benedetto XIV
- Papa Clemente XIII
- Cardinale Enrico Benedetto Stuart
- Papa Leone XII
- Cardinale Chiarissimo Falconieri Mellini
- Cardinale Camillo Di Pietro
- Cardinale Mieczysław Halka Ledóchowski
- Cardinale Jan Maurycy Paweł Puzyna de Kosielsko
- Arcivescovo Józef Bilczewski
- Arcivescovo Bolesław Twardowski
- Arcivescovo Eugeniusz Baziak
- Papa Giovanni Paolo II
- Vescovo Delio Lucarelli